# Allan Broomé
James Thomas Allan Broomé, född den 14 mars 1907 i Stockholm, död där den 3 april 1977, var en svensk ämbetsman. Han var måg till Ludvig Kiellander och bror till Bertil Broomé.
Broomé avlade studentexamen vid Högre realläroverket å Östermalm 1925 och juris kandidatexamen vid Stockholms högskola 1931. Han genomförde tingstjänstgöring 1932, var amanuens i Finansdepartementet 1933–1938, sekreterare i Sparbanksinspektionen 1938–1942 och blev byråchef i Försvarsväsendets verkstadsnämnd 1942, i Försvarets fabriksstyrelse 1943. Broomé var ledamot och vice ordförande i Statens lönenämnd 1947–1963, tillförordnad ordförande där 1951–1953, tillförordnad generaldirektör och chef där 1964-1965 och ordförande där 1966–1971. Han tilldelades generaldirektörs namn 1966. Broomé var ordförande i Statens bostadsnämnd 1953–1961 och i Statens tjänstebostadsnämnd 1962–1972. Han fungerade som ordförande, ensam utredningsman, ledamot eller sekreterare i ett stort antal statliga utredningar. Broomé publicerade uppsatser i facktidskrifter. Han blev riddare av Nordstjärneorden 1945, kommendör av samma orden 1960 och kommendör av första klassen 1967.